# Audi Serie F103
La F103, nelle sue varie declinazioni è un'autovettura di classe media prodotta dalla Casa automobilistica tedesca Audi tra il 1965 ed il 1972.

## Storia e profilo

### Il contesto storico
Nella prima metà degli anni '60 del secolo scorso, la Germania stava vivendo un periodo assai difficile e tormentato che avrebbe avuto ripercussioni assai consistenti nello scenario politico, economico e sociale europeo, ma anche mondiale. A partire dal 1961 il Muro di Berlino fu una triste e cupa realtà e con esso anche la Guerra Fredda. La spaccatura fra le due Germanie ebbe ripercussioni anche sul piano industriale e sugli orientamenti produttivi da dare ai due apparati industriali. Mentre la Germania Orientale, controllata dall'autorità sovietica, rifiutò qualunque innovazione tecnica a causa delle scarse risorse finanziarie di cui poteva disporre, la Germania Ovest aveva intrapreso già da tempo un'escalation di sviluppo economico che interessò un po' tutti i settori industriali e di cui molte aziende seppero approfittare in maniera adeguata. Ciò valse anche per il settore automobilistico, dove però erano presenti fin dall'immediato dopoguerra due filoni di pensiero: da una parte i sostenitori del motore a due tempi e dall'altra il sempre più nutrito schieramento dei sostenitori del motore a quattro tempi. I primi trovavano una valvola di sfogo nella produzione DKW di quegli anni, nelle piccole bubble-cars tedesche con motore motociclistico o in alternativa nelle piccole esportazioni in lotti limitati della produzione tedesco-orientale. Ma era chiaro che ormai il motore a due tempi aveva fatto il suo tempo: anche la sostituzione della Auto Union 1000 con la ben più moderna DKW F102 non diede grandi risultati dal punto di vista commerciale, pur essendo la F102 sensibilmente più attuale e gradevole dal punto di vista stilistico. Progressivamente ma inesorabilmente, il motore a due tempi stava quindi scomparendo, lasciando che anche qui la tecnologia a quattro tempi andasse ad inserirvisi. L'inevitabile fine del motore a due tempi fu percepita anche da due fra le più importanti Case automobilistiche, ossia la Daimler-Benz, detentrice dal 1958 del pacchetto azionario della Auto Union-DKW, e la Volkswagen. Mentre la prima stava cominciando a vedere la Casa di Ingolstadt più come un peso che come un'opportunità e stava valutando la possibilità di disfarsi di tale fardello, la Casa di Wolfsburg stava godendo delle vendite del suo storico Maggiolino, ma si rendeva conto che non avrebbe potuto andare avanti per molto con le sole vendite di quel modello che stava rapidamente invecchiando rispetto alla concorrenza e che a poco stavano valendo i tentativi di rinfrescare e diversificare la gamma con altri modelli tecnicamente derivati sempre dal Maggiolino. Fu chiaro che il Maggiolino stava invecchiando anche dal punto di vista tecnico e strutturale, non solo da quello stilistico. Rinfrescare e diversificare la gamma: un'idea che oramai era diventata un bisogno fisiologico per la Volkswagen, la quale trovò un'opportunità proprio nel desiderio da parte della Daimler-Benz di disfarsi della Auto Union-DKW. Nel 1964 avvenne un primo passaggio di parte del pacchetto azionario, mentre due anni più tardi la totalità della Casa di Ingolstadt passò sotto il controllo della Volkswagen.

### Genesi e debutto della F103
Nel frattempo la Casa di Wolfsburg si era già mossa per realizzare il primo modello del nuovo corso. La F102 commercializzata fino a quel momento con il marchio DKW convinse i vertici Volkswagen per il suo impatto stilistico, molto meno dal punto di vista tecnico, essendo la vettura equipaggiata ancora con un motore a due tempi. Per questo, non appena entrata nel capitale Auto Union-DKW, la Volkswagen si decise anche ad estinguere il marchio DKW stesso, poiché oramai nell'immaginario collettivo era associato alla presenza del motore a due tempi e ciò avrebbe potuto avere un effetto deleterio nei programmi commerciali della Volkswagen. Sapendo di poter disporre di altri marchi, da decenni detenuti dalla stessa Auto Union, la Casa di Wolfsburg scelse quello dell'Audi, oramai non più produttiva dal 1939, ma pur sempre un marchio prestigioso, benché nei suoi ultimi anni di attività avesse patito numerose difficoltà a causa di grossolani errori di gestione aziendale. La condizione necessaria affinché si potesse tornare ad utilizzare il marchio Audi fu quella di rinunciare per sempre al motore a due tempi. E qui entrò in gioco un personaggio di nome Ludwig Kraus, un personaggio strategico nella storia del gruppo Volkswagen, giacché fu proprio grazie alle sue intuizioni e suggerimenti se il gruppo Volkswagen seppe divenire un solido colosso industriale diversificando la gamma com'era nelle sue originarie intenzioni. Kraus proveniva dalla Daimler-Benz e dopo significative esperienze con la Casa di Stoccarda fu poi assegnato alla direzione tecnica della Auto Union: quando la Volkswagen prese il controllo della Casa dei quattro anelli, Kraus scelse di continuare a rivestire tale ruolo sotto la supervisione di Rudolf Leiding, direttore generale dell'Auto Union fin dall'immediato dopoguerra, e passò dalla Daimler-Benz alla Volkswagen, portando con sé il progetto di un nuovo motore sviluppato sotto l'egida della stella a tre punte che comunque, tra il 1964 ed il 1965, continuò a detenere una quota minoritaria del pacchetto della Auto Union. Siglato M118, il nuovo motore era inizialmente destinato ad equipaggiare una Mercedes-Benz di fascia media il cui progetto venne però in seguito abbandonato. Fu così che il motore M118 fu montato sotto il cofano della F102, la quale venne sottoposta anche ad alcuni aggiornamenti stilistici dando così luogo alla nuova F103, una sigla che non rappresentava la denominazione commerciale del nuovo modello, ma indicava un'intera famiglia di versioni di una stessa autovettura.
La presentazione avvenne nel settembre del 1965.

### Caratteristiche
Derivata dalla DKW F102, da cui stilisticamente differiva essenzialmente in alcuni particolari estetici, come ad esempio i nuovi fari anteriori rettangolari, la calandra ormai priva di listelli cromati, ma solcata da un unico "baffo", sempre cromato, lo spostamento degli indicatori di direzione da sopra i parafanghi alla parte bassa degli stessi, vicino ai fari principali, la modanatura laterale cromata, ora più sottile ma che faceva il giro completo del corpo vettura passando anche per la coda, ed i fari posteriori, simili nello stile, ma in realtà leggermente ridisegnati (cambia la grafica della disposizione delle luci, in particolare per quanto riguarda gli indicatori di direzione, spostati sul lato esterno e più avvolgenti). L'abitacolo è piuttosto simile a quello del modello precedente, ma con finiture più curate.
Dal punto di vista tecnico, la vettura riprendeva in gran parte molte soluzioni già viste nella precedente F102, vale a dire la struttura a scocca portante l'avantreno a ruote indipendenti con trapezi, barre di torsione e barra stabilizzatrice, il retrotreno ad assale rigido con puntoni longitudinali di spinta e una barra di torsione trasversale e l'impianto frenante misto. La vera novità tecnica stava invece nel motore, un classico 4 cilindri a 4 tempi (anziché tricilindrico a 2 tempi) di origine Daimler-Benz, inizialmente destinato esclusivamente ad equipaggiare alcuni veicoli militari costruiti dalla Casa di Stoccarda. Questo motore era caratterizzato dall'elevato rapporto di compressione, ben superiore alla media delle autovetture dell'epoca. Tale soluzione fu scelta per ottimizzare il rendimento del motore stesso. Tale motore era inclinato di 40° sul lato destro, fatto che rendeva difficili alcune operazioni di manutenzione ordinaria come ad esempio il cambio delle candele. La cilindrata era di 1696 cm³. La distribuzione era ad aste e bilancieri con valvole in testa ed un asse a camme laterale. Con queste caratteristiche, e l'alimentazione affidata ad un carburatore Solex, la potenza massima del motore raggiungeva 72 CV.Caratteristico e singolare, su tutti i motori della famiglia, era il borbottio tipico dei motori a 2 tempi in rilascio.

### Evoluzione della gamma F103

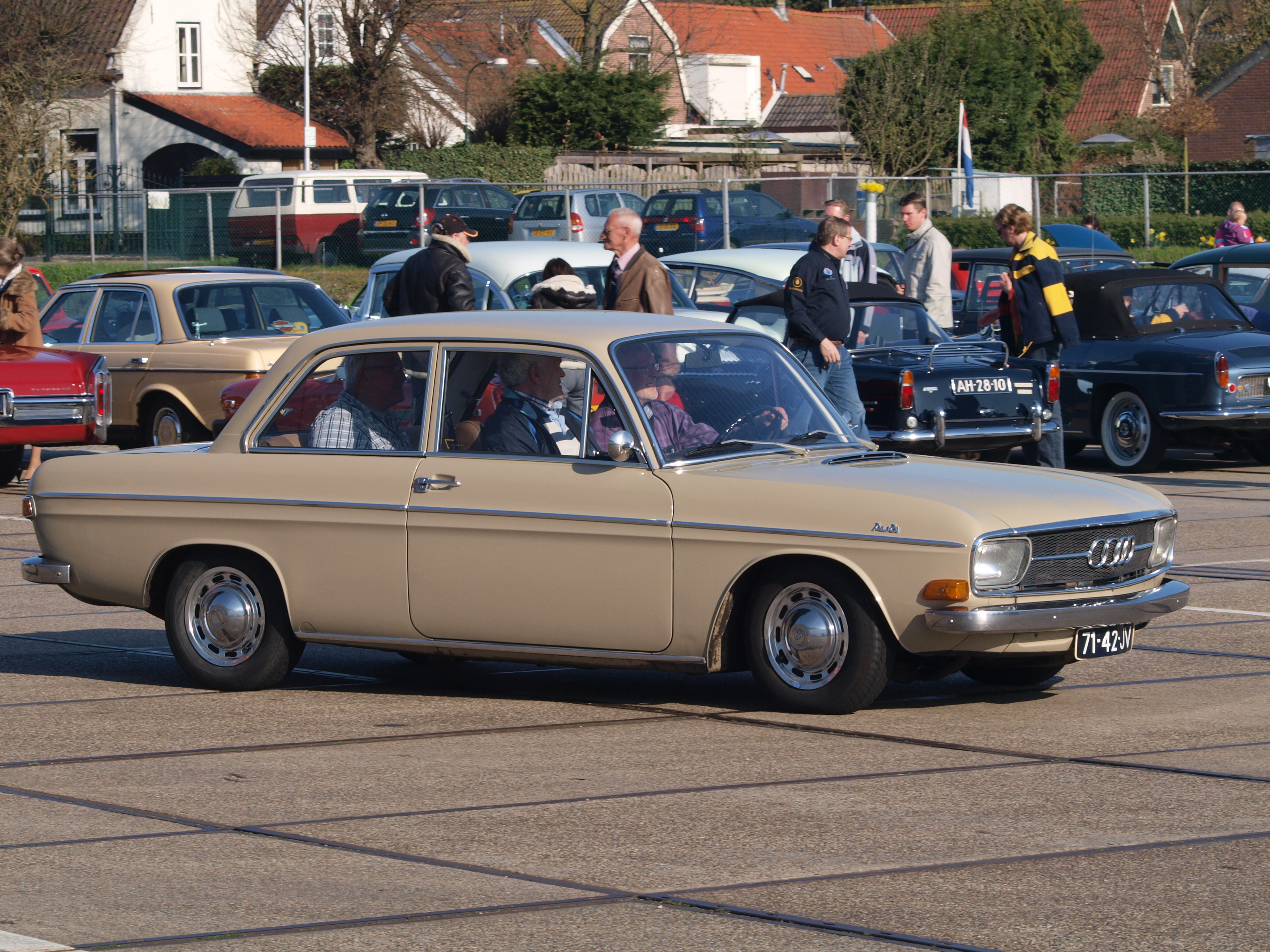
L'Audi 60, modello di base e best seller della gamma F103

Il primissimo modello appartenente alla gamma F103, quello con le caratteristiche tecniche appena descritte, non aveva una sua denominazione ben specifica. In seguito avrebbe preso la denominazione di Audi 72 quando la gamma si sarebbe diversificata e sarebbe sorta l'esigenza di distinguere una versione dall'altra introducendo un criterio numerico che di ogni versione indicava la potenza del motore. Ma durante le prime fasi di commercializzazione tale modello fu denominato semplicemente Audi. In alcuni casi veniva anche indicata come Audi 1700. Comunque sia, la vettura era disponibile unicamente con carrozzeria berlina, a 2 o a 4 porte.
All'inizio del 1966 si ebbe il primo aggiornamento, consistente nell'adozione di un nuovo carburatore con starter automatico: tale aggiornamento si sviluppò in due fasi, che videro l'arrivo di un tipo di carburatore a gennaio, poi rimpiazzato da un altro, sempre della Solex e sempre con starter automatico. Il mese di maggio vide l'ampliamento della gamma con una versione giardinetta a 2 sole porte, denominata Variant. Il motore rimase lo stesso della berlina, ragion per cui inizialmente la denominazione ufficiale del modello fu semplicemente Audi Variant (curioso notare che la denominazione Variant sarebbe stata utilizzata anni dopo per le versioni station wagon dei modelli Volkswagen). A settembre l'unico modello di F103 presente fino a quel momento in gamma fu affiancato da un altro modello, più potente. Per questo motivo, si ricorse al già menzionato criterio di denominazione dei modelli: da questo momento la versione di base venne ridenominata 72 (oppure 72 Variant nel caso della versione familiare), mentre la nuova arrivata, equipaggiata con lo stesso motore, ma con potenza portata ad 80 CV, venne denominata appunto 80 (da non confondere però con le Audi 80 che sarebbero arrivate solo sei anni più tardi). Molte fonti, però, riferendosi alla Audi 72, continuano a parlare di Audi senza altra denominazione anche dopo il 1966, ragion per cui la nuova denominazione del modello di base risulterebbe essere solo ufficiosa. Anche l'Audi 80 fu proposta nelle tre varianti di carrozzeria già disponibili per la 72. Alla fine dello stesso anno, avvenne il lancio della top di gamma, ossia la Super 90, caratterizzata da un motore potenziato a 90 CV, grazie all'alimentazione bicarburatore e ad un lieve incremento di cilindrata a 1760 cm³. Anche l'allestimento della Super 90 fu molto più ricco che non nelle due versioni minori, ma tale modello non fu previsto con carrozzeria familiare.

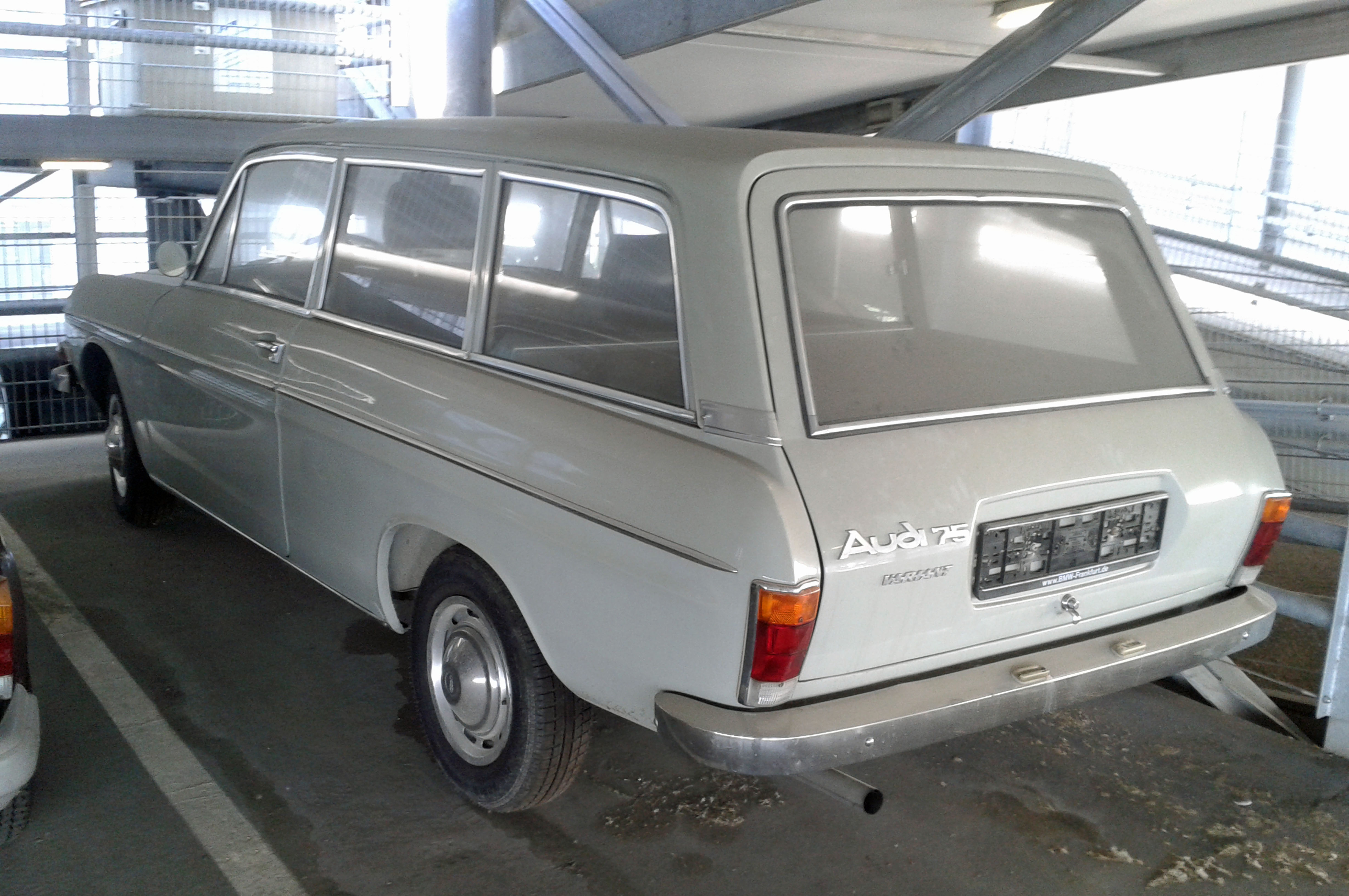
Una 75 con carrozzeria giardinetta Variant.

Nel settembre del 1967, la 72 fu proposta in due livelli di allestimento, quello di base, già conosciuto, e l'allestimento L: contemporaneamente vi fu una rivisitazione al motore tale per cui esso poteva essere alimentato anche a benzina normale. Il rapporto di compressione scese a 9:1, ma la potenza rimase invariata. Nel marzo 1968 venne introdotta anche l'Audi 60, nelle versioni berlina e Variant, con motore di cilindrata ridotta a 1496 cm³ e con una potenza massima che, a dispetto della denominazione non era di 60 CV, ma di 55, che diventavano, però, 63 sugli esemplari destinati al mercato italiano.  La 60 berlina era disponibile negli allestimenti standard (privo di profili cromati laterali e con interni semplificati) o L (con allestimento identico alle 80), mentre la Variant era solo in allestimento standard. L'Audi 60 risulterà essere il modello di maggior successo nella gamma F103, grazie al suo prezzo di listino più invitante. Nel mese di dicembre dello stesso anno, vi fu il lancio della 75, modello che andò a sostituire in un colpo solo sia la 72 che la 80 e che era equipaggiata sempre dal solito motore da 1,7 litri, ma stavolta con potenza di 75 CV. Anche la 75 venne proposta nelle consuete tre varianti di carrozzeria.
Nell'agosto del 1970 alcuni lievi ritocchi interessarono i gruppi ottici posteriori (più ampi) e gli interni (nuova plancia), mentre il tappo del serbatoio fu munito anche di uno sportelletto di sicurezza. L'anno seguente, per agevolare le vendite della prima generazione dell'Audi 100, in listino ormai dal 1968, la Super 90 fu tolta dal commercio. Rimasero quindi in gamma solo le Audi 60 e 75 a rappresentare la serie F103, che tuttavia sopravvisse solo fino al mese di luglio del 1972: a quel punto tutte le F103 uscirono di listino con l'introduzione del nuovo modello che mantenne in ogni caso il nome di Audi 80, anche se si trattava di un modello completamente nuovo e progettato già in collaborazione con la Volkswagen.

## Riepilogo caratteristiche
Di seguito vengono riassunte le caratteristiche delle varie versioni costituenti la gamma della F103 durante la sua commercializzazione. I prezzi riportati sono in marchi dell'ex-Germania Ovest e si riferiscono al momento del debutto nel mercato tedesco.